# S-25 (Rakete)
Die S-25 ist eine Familie von ungelenkten und gelenkten Luft-Boden-Raketen aus ursprünglich sowjetischer Produktion.

## Entwicklung
Der Beschluss zur Entwicklung der Waffe erging 1965. Basierend auf der erfolgreich eingeführten Rakete S-24 sollte eine neue Rakete mit einem Überkaliber-Splittersprengkopf entwickelt werden. Der Entwicklungsauftrag wurde dem Konstruktionsbüro KB Totschmasch zugesprochen. Die vom Oberkommando der sowjetischen Luftstreitkräfte aufgestellten taktisch-technischen Forderungen ließen sich jedoch nur mit einer Neukonstruktion erfüllen. Analog zur 57-mm-Rakete S-5 kamen klappbare Stabilisierungsflächen am Raketenheck zur Anwendung. Die ersten Schießversuche wurden 1971 auf dem Schießplatz in Achtubinsk durchgeführt. Zwischen Juli und September 1974 fanden dort die Abnahmeprüfungen statt. Im Jahr 1975 wurden die ersten S-25-Raketen an die sowjetischen Luftstreitkräfte ausgeliefert.
Mitte der 1970er-Jahre wurde mit der Entwicklung der Variante S-25L begonnen. Dabei handelt es sich um eine gelenkte S-25-Rakete mit einem halbaktiven Laser-Zielsuchlenkkopf. Zu diesem Zweck wurde der S-25 der 24N1-Laserzielsuchkopf der Ch-25 aufmontiert. Die so entstandene Lenkwaffe trägt die Bezeichnung S-25L und wurde 1984 in die Bewaffnung der sowjetischen Luftstreitkräfte übernommen. Erstmals wurde die S-25L 1993 der Öffentlichkeit vorgestellt.

## Technik

### Rakete
Die S-25 ist zum Transport am Trägerflugzeug im PU-O-25-Startrohr (Waffenträger) untergebracht, das aus Holz und Aluminium besteht. Das Startrohr nimmt den ganzen Raketenrumpf auf; nur der überkalibrige Sprengkopf ragt aus dem Rohr hinaus. Die Rakete besteht aus einem zylindrischen Rumpf, der den Feststoff-Motor aufnimmt. Der vordere Teil des Rumpfes ist im Durchmesser vergrößert und nimmt den Gefechtskopf und bei den gelenkten Varianten den Zielsuchlenkkopf auf. Dieser Teil läuft nach vorn kegelförmig zu. Die Rakete verfügt über ein Heckleitwerk mit vier Leitflächen und ist drallstabilisiert. Nach dem Verlassen des Startrohres klappen die Leitflächen aus. Im Flug rotiert die Rakete mit 600 Umdrehungen pro Minute um die Längsachse. Zwischen den Feststoffraketendüsen ist zur besseren Sichtverfolgung ein Leuchtspursatz integriert. Die gelenkten Varianten besitzen zusätzlich vier deltaförmige Steuerflächen am vorderen Teil des Rumpfes. Vor dem Abfeuern umschließt der Waffenträger PU-O-25 den dünneren Teil des Rumpfes, die Stabilisierungsflächen am Heck sind eingeklappt. Zusammen mit der Form des Gefechtskopfes wird dadurch der Luftwiderstand der angehängten Rakete verringert. Die Stabilisierungsflächen entfalten sich nach dem Verlassen des Startrohres. Die Reichweite der ungelenkten Raketen liegt bei 2–4 km bei einer Brenndauer von 1,95–2,86 Sekunden. Der Streukreisradius (CEP) der ungelenkten S-25 liegt bei rund 50 m. Die S-25 kann in einem Höhenbereich von 25–3.000 m bei Geschwindigkeiten von bis zu 1.500 km/h gestartet werden.
Bei der gelenkten S-25L ist an der Raketenspitze ein Modul mit einem Gewicht von 42 kg installiert, das den 24N1-Laserzielsuchkopf, den SUR-73-Autopiloten, die Steuerflächen und die Stromversorgung aufnimmt. Der eigentliche Gefechtskopf, der Rumpf mit dem Raketenmotor und die Stabilisierungsflächen blieben unverändert. Damit die Steuerungslogik im Steuerungsmodul bei 600 Umdrehungen pro Minute störungsfrei funktioniert, ist das Modul drehbar gelagert und rotiert nicht mit. Der überarbeitete Waffenträger O-25L enthält die elektrischen Anschlüsse zur Verbindung mit dem Trägerflugzeug. Die Reichweite beträgt maximal 7 km. Die 1984 eingeführte Version S-25LD hat eine erhöhte Reichweite von bis zu 11 km. Der Streukreisradius (CEP) der S-25L wird je nach Quelle mit 5–10 m angegeben. Der Laserzielsuchkopf kann optional durch einen TV-Suchkopf (S-25TV) oder einen Infrarot-Suchkopf (S-25TP) ersetzt werden.

### Sprengkopf
Die S-25-Rakete wurde zur Bekämpfung von weichen, halbharten und harten Zielen konzipiert. Die Ursprungsversionen werden als S-25O und S-25F bezeichnet, dabei steht der Buchstabe O für Oskolotschnaja (Splittergefechtskopf), beziehungsweise F für Fugasnaja (Spreng-Gefechtskopf). Der Gefechtskopf der S-25O hat einen Durchmesser von 420 mm und ein Gewicht von 150 kg. Der Splittergefechtskopf wird durch den RV-25-Näherungszünder rund 30 m über dem Boden zur Detonation gebracht und entfaltet so eine optimale Flächenwirkung. Der Sprengkopf zerlegt sich bei der Explosion in 5.500 schwere und 12.000 leichte Fragmente mit einem Wirkungsradius von 400–500 m. Der Gefechtskopf der S-25F ist mit 320 mm Durchmesser deutlich kleiner, wiegt aber 190 kg. Dieser Sprengkopf verfügt über einen Aufschlagzünder. Beim Einschlag in lockerem Erdreich erzeugt die S-25F einen Krater von 3,5 m Durchmesser mit einer Tiefe von 1 m.
Die weiterentwickelten Ausführungen S-25OF und S-25OFM (für Oskolotschno-fugasnaja, Splitter-Spreng-Gefechtskopf) besitzen einen abgeänderten Sprengkopf mit einem elektromechanischen Zünder. Dieser kann in Abhängigkeit zur Zielbeschaffenheit entsprechend eingestellt werden (Verzögerung oder Aufschlag). Das Gewicht des Gefechtskopfes beträgt 151 kg.
Weiter existiert die Ausführung S-25O-PU mit einem Hohlladungsgefechtskopf  zur Bekämpfung von verbunkerten Zielen.
Die S-25L verfügt über einen gehärteten Penetrationsgefechtskopf mit einer Masse von 155 kg. Zusätzlich ist noch ein 21 kg schwerer Splittergefechtskopf installiert. Die S-25L kann 1,5 m Stahlbeton oder 4–5 m Erdreich durchschlagen. Daneben existiert auch ein 194 kg schwerer Splittergefechtskopf.

## Varianten
- Ungelenkte Raketen
  - S-25F: mit Spreng-Gefechtskopf, Reichweite von 2–3 km
  - S-25O: mit Splittergefechtskopf
  - S-25O-PU: mit Hohlladungs-Gefechtskopf
  - S-25OF/OFM: mit Splitter-Spreng-Gefechtskopf
  - S-25M: modernisierte Ausführung der S-25OF
  - S-25MD: modernisierte Ausführung mit erhöhter Reichweite von 4–5 km

- Gelenkte Raketen
  - S-25L: mit halbaktivem Laserzielsuchkopf, Reichweite 7 km
  - S-25LD: Version der S-25L mit erhöhter Reichweite von 11 km
  - S-25TV: mit TV-Suchkopf, primär für den Export bestimmt
  - S-25TP: mit passivem Infrarot-Suchkopf[7]
  - S-25A: mit aktivem Radarsuchkopf im Ku-Band (18–40 GHz)[6]
  - S-25SE: Prototyp mit GLONASS-Lenksystem[8]

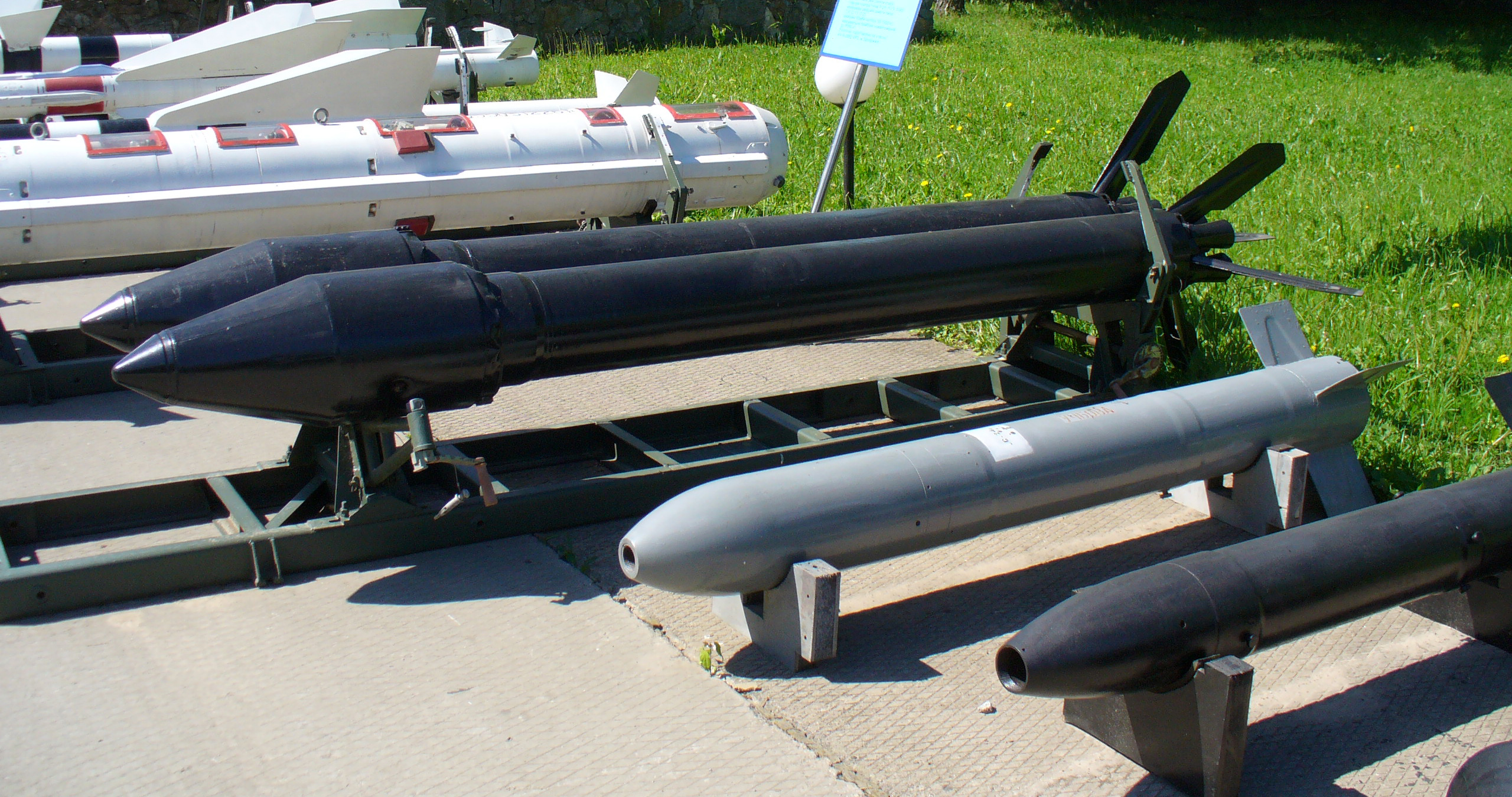
S-25F (mit Spreng-Gefechtskopf)
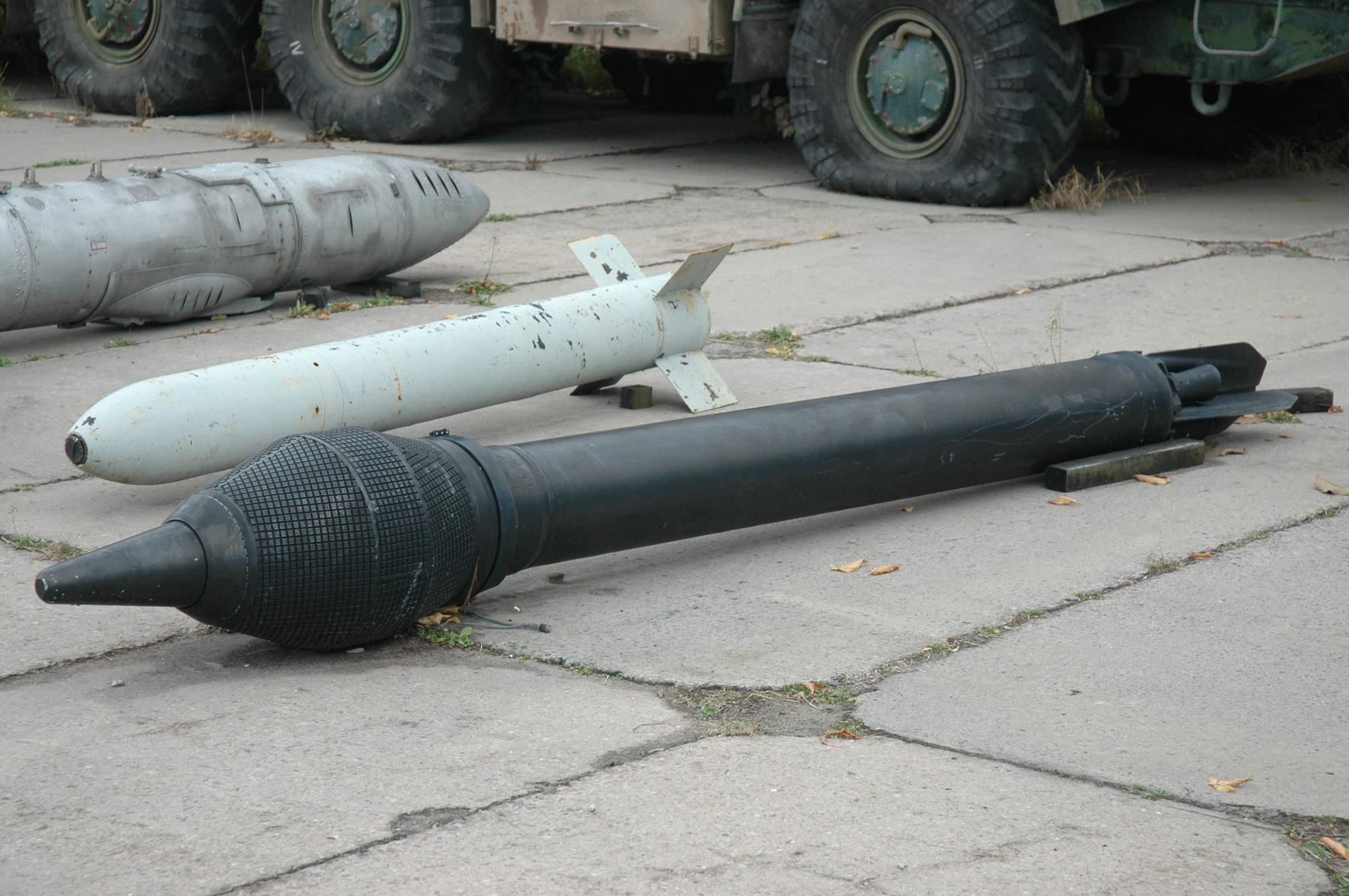
S-25O (mit Splitter-Gefechtskopf)
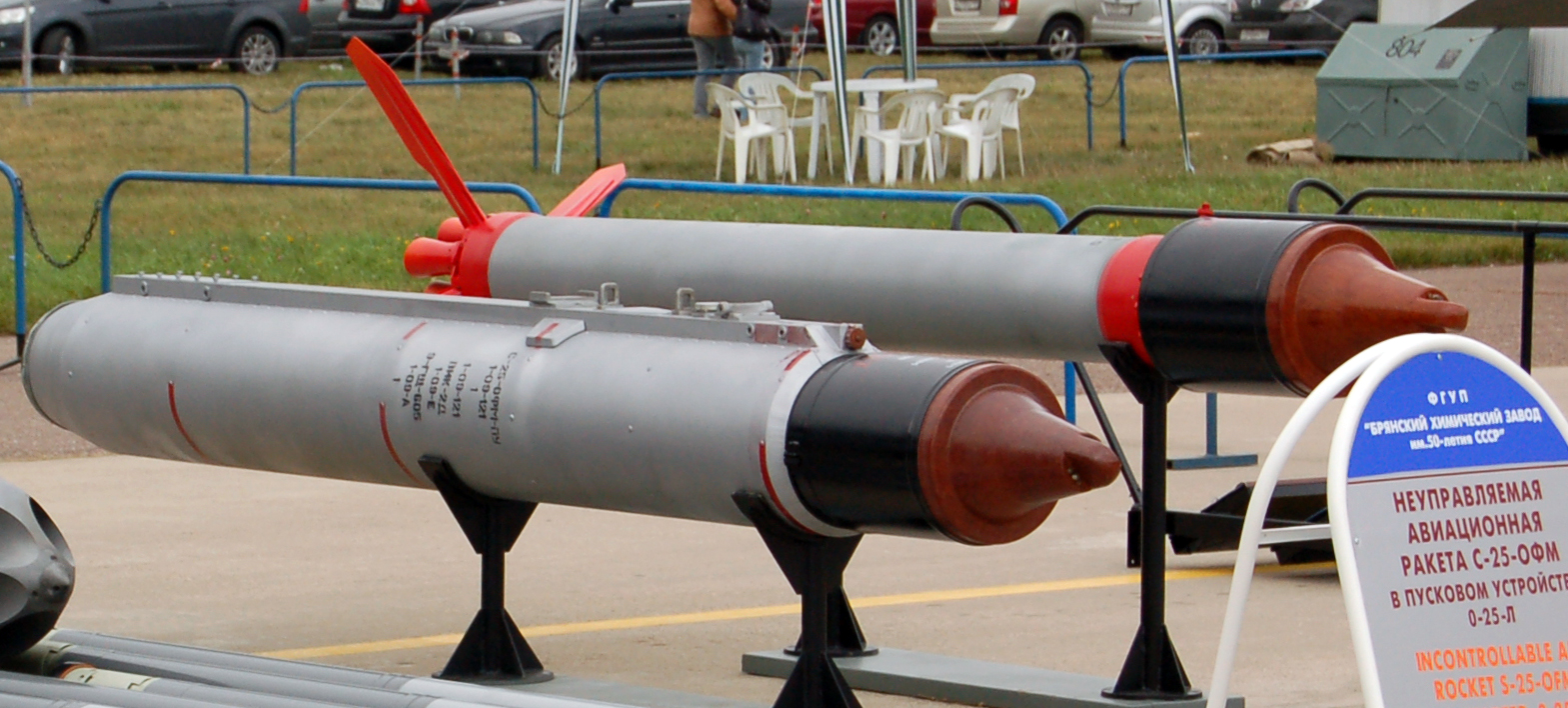
S-25OFM (mit Splitter-Spreng-Gefechtskopf, modernisiert) im Startbehälter O-25-L
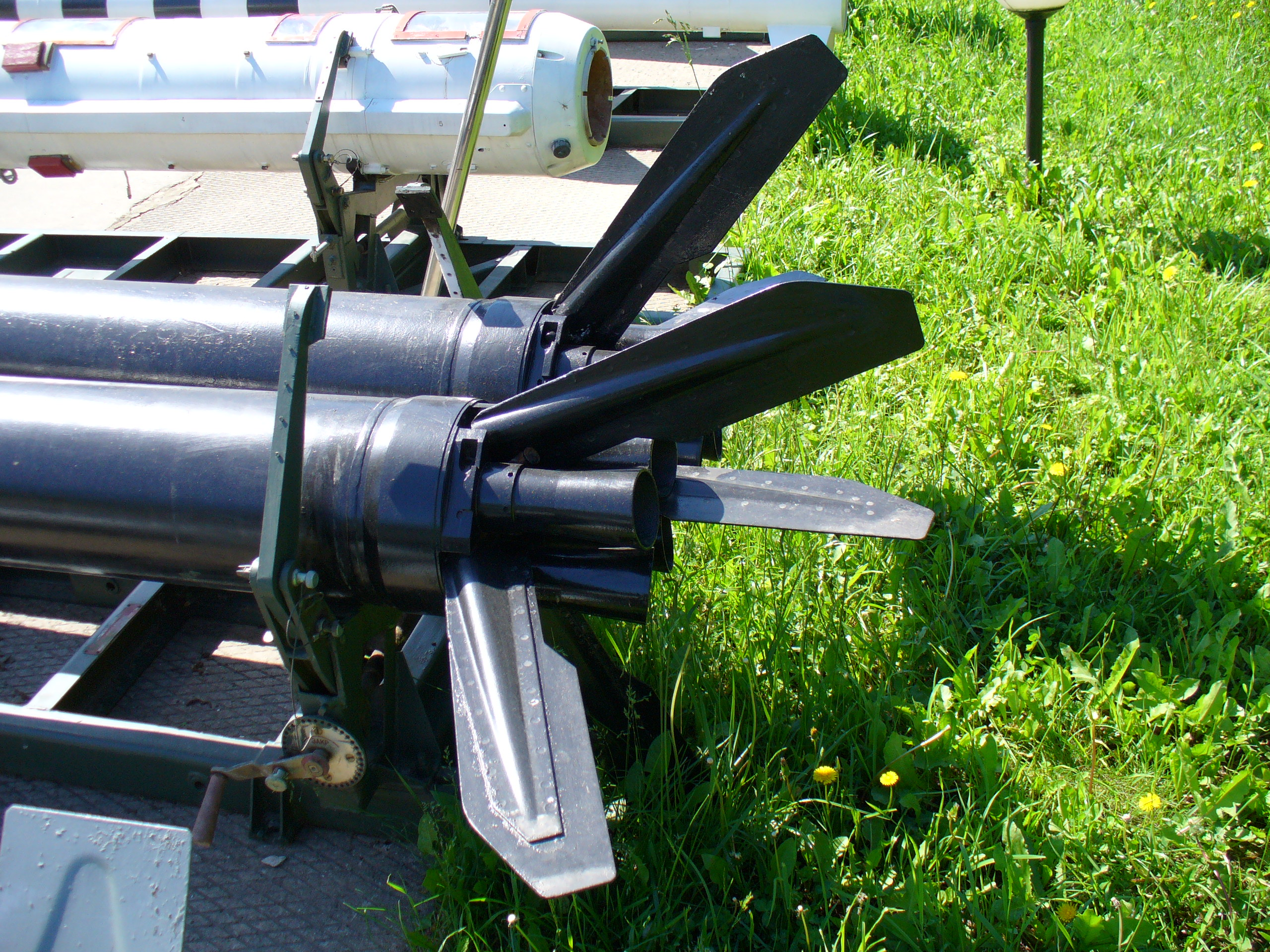
S-25F, Details der Austrittsdüsen des Raketenmotors und der Stabilisierungsflächen

## Trägerflugzeuge
- Suchoj Suchoi Su-17 Fitter
- Suchoj Su-22 Fitter
- Suchoj Su-24 Fencer
- Suchoj Su-25 Frogfoot
- Suchoj Su-27 Flanker
- Suchoj Su-30 Flanker
- Suchoj Su-33 Flanker
- Suchoj Su-34 Fullback
- Suchoj Su-39 Frogfoot